# عبدالرحمان قوال
عبدالرحمان قوال مشهور به عبدالرحمان فضولی (عبدالرحمان یاوه‌گو) یکی از خنیاگران و نوازندگان دوران غزنوی بود که در تاریخ بیهقی از او یاد شده‌است. به نوشتهٔ بیهقی پس از مرگ سلطان محمود غزنوی، سلطان مسعود برادرش محمد را از حکومت خلع می‌کند و او را به قلعه کوهتیز تبعید می‌کند و عبدالرحمن قوال در این سفر به‌همراه محمد بود و یکی از مهم‌ترین شاهدانی است که بیهقی از مشاهدات او در نگارش روایتش از تبعید محمد استفاده می‌برد.